# Traifelberg
Traifelberg ist eine Wohnsiedlung im Ortsteil Honau, der württembergischen Gemeinde Lichtenstein. Die Siedlung befindet sich direkt am Albtrauf, im Landkreis Reutlingen und hat 226 Einwohner. Sie liegt zwischen Unterhausen und Engstingen, ca. 10 Kilometer südsüdöstlich von der Kreisstadt Reutlingen.

## Tourismus
Der gleichnamige Berg, nach dem die Siedlung benannt wurde, stellt ein beliebtes Skigebiet dar. Dieses verfügt über einen etwa 250 Meter langen Doppelschlepplift.
Hier bestand von 1912 bis 1979 das überregional bekannte und seinerzeit gut besuchte Alb-Hotel Traifelberg der Familie Glück. 1944–45 war eine Entbindungsstation einquartiert. Die Lage war verkehrsgünstig an der Bergstation der Zahnradbahn Honau-Lichtenstein (1893–1969) und der dortigen Fernstraßen. Der Bahnhof und das Hotel waren die Keimzellen der Siedlung.
Die Umgebung bot und bietet viele touristische Anziehungspunkte, zum Beispiel Schloss Lichtenstein, Bärenhöhle, Nebelhöhle.

## Verkehr
Traifelberg liegt an der Bundesstraße 312, die von Stuttgart nach Memmingen führt. Der Ort verfügt über eine Bushaltestelle, die unter anderem von der HzL und vom RAB angefahren wird.